# Dirty Pair
Dirty Pair (ダーティペア, Dāti Pea) é uma série de light novels dos gêneros comédia e ficção científica, escrita por Haruka Takachiho e ilustrada por Yoshikazu Yasuhiko, que mais tarde foi adaptada em versões de anime e mangá. A franquia resultou em vários formatos e foi produzida por várias empresas, resultando em oito romances e alguns contos, uma série de televisão, duas séries OVA (sendo uma a continuação direta da primeira série), dois longas-metragens OVA, um filme, um número de romances gráficos e uma minissérie de rádio japonesa. A série de televisão de 1985 ganhou o Prêmio de Anime na revista Animage no mesmo ano.

## Enredo
As histórias ocorrem entre os anos 2138-43, tempo pelo qual a humanidade se espalhou por alguns milhares de sistemas estelares. Uma corporação chamada World Welfare Works Association (WWWA ou 3WA) ajuda os sistemas membros da federação United Galactica (UG) a lidar com vários problemas de escala planetária, com fins lucrativos, enviando agentes chamados "consultores de problemas". A série se concentra em uma equipe de consultoras de problemas naquela seção, chamada Kei e Yuri, conhecidas como Lovely Angels, que têm a reputação de deixar uma trilha de destruição por trás delas, pela qual elas são conhecidas publicamente como o "Dirty Pair".[carece de fontes?]

## Personagens
Kei é uma tomboy que se irrita facilmente, ela tem o cabelo vermelho e pele bronzeada, e usa um uniforme branco-prateado. Ela prefere usar armas grandes. A mais agressiva das duas, ela se sente atraída por homens masculinos e musculosos.
Yuri, de etnia japonesa, usa um uniforme amarelo-dourado e prefere armas não convencionais, como chicotes de energia e cartas de arremesso. Embora feminina, torna-se violenta quando provocada. Sua arma mais conhecida é a Bloody Card, uma carta tecnologicamente aprimorada que atinge múltiplos alvos.

## Desenvolvimento
A inspiração para os romances de Dirty Pair surgiu de uma visita ao Japão, em 1978, do autor britânico-australiano de ficção científica A. Bertram Chandler. Durante a visita, Chandler parou no Studio Nue, com Haruka Takachiho. Para entreter o convidado, Yuri Tanaka e Keiko Otoguro, membros da equipe, sugeriram a Takachiho levar Chandler a um torneio da organização All Japan Women's Pro-Wrestling, parte da World Women's Wrestling Association (WWWA). O evento contou com a popular dupla de wrestling e canto Beauty Pair. Em algum momento durante a luta, Chandler comentou com Takachiho que, embora as mulheres no ringue fossem a Beauty Pair, as duas acompanhantes de Takachiho deveriam ser chamadas de "Dirty Pair".

## Refêrencias
1. ↑  «ダーティペア(1985)». Allcinema (em japonês). Stingray. Consultado em 26 de abril de 2017
2. ↑  Schley, Matt (19 de julho de 2023). «RetroCrush Declares July Dirty Pair Month». Otaku USA Magazine (em inglês). Consultado em 20 de novembro de 2024